# Zimbabwská univerzita
Zimbabwská univerzita (anglicky University of Zimbabwe) je veřejná univerzita ležící v zimbabwském městě Harare. Původně byla otevřena jako Univerzitní vysoká škola Rhodesie a Ňaska (University College of Rhodesia and Nyasaland) a byla původně přidružena k Londýnské univerzitě. Později byla přejmenována na Univerzitu Rhodesie a roku 1980 bylo její jméno změněno na Zimbabwskou univerzitu. Je nejstarší a nejlépe hodnocenou vysokou školou v Zimbabwe.
Univerzitu tvoří devět fakult a jedna kolej, nabízejících širokou škálu studijních programů, a mnoho specializovaných výzkumných center a ústavů. Univerzita je akreditována prostřednictvím Národní rady pro vysokoškolské vzdělávání. Vyučovacím jazykem je angličtina. Přes svou úspěšnou minulost, prochází univerzita od roku 2008 krizí a probíhají zde zásadní práce na opětovném pozvednutí jejího statutu. Univerzita také čelila kritice za udílení podvodných titulů příslušníkům Mugabeho režimu, speciálně Grace Mugabe.

## Historie
V roce 1945 založil Manfred Hodson Rhodesia University Association s příslibem získat od Roberta Jeffreyho Freemana za založení univerzity částku 20 000 liber. Následující rok Zákonodárné shromáždění Jižní Rhodesie přijalo Hodsonův návrh na založení univerzitní školy, která by sloužila potřebám Rhodesie a sousedních teritorií. Guvernér Jižní Rhodesie v roce 1947 založil Fond na založení Rhodéské univerzity. Zákonodárné shromáždění přijalo v roce 1948 nabídku získat pozemky od města Salisbury, nynější Harare, v Mount Pleasant, aby zde mohl být vybudován univerzitní kampus. O čtyři roky později byl přijat zákon o ustanovení univerzity. První kurzy byly určeny pro přibližně 68 studentů. Nezávisle na iniciativě Hodsona či Zákonodárného shromáždění doporučila Středoafrická rada pro vysokoškolské vzdělávání, kterou vedl sir Alexander Carr-Saunders, založení univerzity, která by sloužila potřebám Rhodesie a Ňaska.
Stavba byla zahájena v Mount Pleasant a financována z britských fondů a fondů Federace Rhodesie a Ňaska, Anglo American plc, Britské Jihoafrické společnosti, Rhodesia Selection Trust, Beit Trust, Fordovy nadace a Dulverton Trust. Základní kámen položila v červenci 1953 Elizabeth Bowes-Lyon. V roce 1955 byla instituce oficiálně přijata britskou vládou. V roce 1956 získala univerzita zvláštní vztah s Londýnskou univerzitou a v roce 1957 byla univerzitní aktivita přesunuta do kampusu v Mount Pleasant. Následujícího roku byla škole poskytnuta část pozemků, na nichž byla mimo jiné postavena Výzkumná stanice Lake Kariba. V roce 1963 byla otevřena Lékařská škola, která měla družbu s Birminghamskou univerzitou. Po rozpadu Federace Rhodesie a Ňaska pokračovala univerzita jako nezávislá vysokoškolská vzdělávací instituce. Od roku 1970 začalo postupné ukončování družby s Londýnskou i Birminghamskou univerzitou.
Poté, co získalo Zimbabwe nezávislost po občanské válce v Rhodesii, byla univerzita v roce 1980 přejmenována na Zimbabwskou univerzitu. V roce 1981 byl do jejího čela poprvé jmenován černoch, Walter Kamba. V roce 1980 na škole studovalo přibližně 1 000 lidí. V roce 1985 byl počet studentů přibližně 2 000. V prosinci 1998 univerzita hostila osmé shromáždění Světové rady církví.
Dne 5. října 1989 se tisíce univerzitních studentů sešly na protest proti zatčení dvou studentských vůdců. S protestujícími se střetly stovky příslušníků pořádkové policie. Více než 50 studentů bylo zatčeno a hrozil jim až pětiletý trest odnětí svobody. V poledne téhož dne bylo všem studentům univerzity nařízeno opustit kampus a na místo dorazila i pořádková policie, která zablokovala vstupy do areálu.
V roce 1990 došlo ke sporné úpravě Zákona o Zimbabwské univerzitě. Tato změna poskytla zimbabwské vládě větší pravomoci a podle mínění představitelů mnoha fakult, studentů i pozorovatelů útočila tato úprava na akademickou svobodu. Během konce 80. a po celá 90. léta 20. století docházelo k nárůstu studentských protestů. Tyto protesty vedly k hromadnému vylučování studentů a několika uzavřením školy. Navzdory pokračujícímu napětí se univerzita rozrůstala a počet studentů dosáhl roku 1995 8 000. Teton počet se do roku 2001 zvýšil na 10 139. Na počátku 21. století došlo na univerzitě k mnoha stávkám požadujícím zvýšení platů univerzitních zaměstnanců. Mnoho dárců, včetně švédské vlády, která byla dříve významným poskytovatelem financí, svou pomoc univerzitě přerušilo či úplně zrušilo. S rostoucí hospodářskou krizí v Zimbabwe, začala mít univerzita problém sehnat dostatek vyučujících a profesorů. V roce 2007 již nedostatek zaměstnanců bránil ve výuce některých studijních programů. Problémy s dodávkami vody a elektřiny, stejně jako s údržbou infrastruktury se v roce 2008 staly kritickými. Tento úpadek vedl k neúspěchu při pokusu znovuotevřít univerzity během akademického roku 2008/2009. Na krátko se univerzita otevřela na začátku roku 2009, ale kvůli stávce vyučujících na ní neprobíhaly žádné kurzy. Již v únoru téhož roku byla škola opět uzavřena po demonstracích studentů proti novým studijním poplatkům.

### Kontroverze udílení podvodných titulů
Univerzita čelila kritice za udílení podvodných titulů příslušníkům Mugabeho režimu. V roce 2014 získala Mugabeho manželka Grace Mugabe doktorát ze sociologie pouhé dva měsíce po svém zapsání do studijního programu. V univerzitních archivech neexistuje ani její dizertační práce.

## Kampus
Hlavní kampus univerzity se nachází na předměstí hlavního města Zimbabwe Harare, v Mount Pleasant. Areál se rozprostírá na 299 hektarech. V hlavním kampusu se nachází 171 budov, včetně dvou studentských kolejí a ubytovna pro zaměstnance. V kampusu se nachází i sportoviště a College Green, travnatá plocha, která je oblíbeným místem pro společenské akce. Zhruba třetinu areálu tvoří sezonní mokřad, který je nevhodný pro výstavbu a zůstává nevyužitý.
Kromě hlavního kampusu má univerzita několik zařízení po celé zemi. V samotném Harare se nachází dalších 46 univerzitních budov. Hlavními vedlejšími kampusy jsou Nemocnice Parirenyatwa a Lékařská škola. Univerzita provozuje také Výzkumnou stanici Lake Kariba, která se nachází na předměstí Nyamhunga v Karibě. K zařízením univerzity patří také farma o rozloze 1 636 hektarů, která je využívána zemědělskou fakultou k výuce i výzkumu.